# L'invidia del mio migliore amico
L'invidia del mio migliore amico (Envy) è una commedia del 2004, diretta da Barry Levinson ed interpretata da Ben Stiller e Jack Black.

## Trama
Tim e Nick sono vicini di casa e colleghi di lavoro. Ma soprattutto sono grandi amici.
Tim ha però maggior successo lavorativo e più ambizioni dell'amico, che invece è un sognatore e un perdigiorno, e lo invita a mettersi in discussione.
Una notte Nick decide di mettersi in proprio e inventa un prodotto per eliminare i fastidiosi rifiuti organici prodotti dai cani per la strada, offre a Tim la possibilità di entrare in società con lui ma questi, ritenendo il progetto balzano, si rifiuta.
Nick inizia a pubblicizzare il suo prodotto nella televisione locale, chiamandolo Vapoorize, e piano piano il prodotto viene conosciuto in tutto il mondo e Nick diventa milionario.
Tim, licenziato dal posto di lavoro, va in un bar e inizia a bere quando incontra un barbone con cui inizia a parlare della sua vita.
Dopo essere andato via, Tim finisce nel giardino di Nick e prende in mano un arco e una freccia e la scaglia a caso, colpendo il cavallo bianco di Nick.
Dopo rocambolesche avventure Tim entra in società con Nick ma il successo dura poco perché dopo si scopre che il Vapoorize è tossico e viene rimosso dal mercato.

## Critica
Il film ha ricevuto durante l'edizione dei Razzie Awards 2004 una nomination come Peggior attore per Ben Stiller.